# Corby
Corby es un pueblo industrial, cerca de Kettering, del distrito de Corby, en el condado de Northamptonshire (Inglaterra). Según el censo de 2011, Corby tenía 54.927 habitantes, mientras que el municipio de Corby tenía 61.255 habitantes. Tiene conexiones con Leicester, Peterborough, Milton Keynes y Northampton.
Hasta los años cincuenta, Corby fue el pueblo exportador de hierro más importante en Inglaterra. En 1978, una de las primeras acciones que hizo Margaret Thatcher fue cerrar las fábricas metalúrgicas en Corby. Hoy en día, hay muchas fábricas de otros productos y es el principal centro de producción de East Midlands. Está listado en el Domesday Book como Corb(e)i.

## Residentes famosos
- Stephen Fry, actor inglés
- Jack Lucien, cantante inglés
- Jo Wiley, presentadora inglesa de radio (BBC Radio 1)
- Phil Hope, político inglés